# پانزده سال و یک روز
پانزده سال و یک روز (اسپانیایی: 15 años y un día‎) فیلمی در ژانر درام به کارگردانی گراسیا کره‌ختا است که در سال ۲۰۱۳ منتشر شد. از بازیگران آن می‌توان به ماریبل وردو اشاره کرد.